# Xeniomyza
Xeniomyza is een geslacht van insecten uit de familie van de mineervliegen (Agromyzidae), die tot de orde tweevleugeligen (Diptera) behoort.

## Soort
- X. ilicitensis de Meijere, 1934